# Aiouea obscura
Aiouea obscura là một loài thực vật]] thuộc họ Lauraceae đặc hữu của Costa Rica.